# Fisherface
El Fisherface és un mètode que s'encarrega del reconeixement de cares, tenint en compte com hi reflecteix la llum i les seves expressions facials. Aquest algoritme maximitza la relació entre la distribució de les classes i la distribució intra-classes. El Fisherface classifica i redueix la dimensió de les cares utilitzant el mètode lineal Discriminante Lineal de Fisher(FLD) i PCA (conegut com a Eigenfaces). Aquest mètode crea una projecció lineal que maximitza les diverses imatges de cares projectades.

## Càlcul dels fisherfaces
Per calcular els fisherfaces es defineix la matriu de distribució entre classes ({\displaystyle S_{B}}) i la matriu de distribució intra-classes ({\displaystyle S_{W}}). {\displaystyle u_{i}} és la imatge resultant de {\displaystyle X_{i}} (el conjunt de N imatges) i {\displaystyle N_{i}} és el nombre d'imatges de {\displaystyle X_{i}}.
{\displaystyle S_{B}=\sum _{i=1}^{c}N_{i}(u_{i}-u)(u_{i}-u)^{T}}
{\displaystyle S_{W}=\sum _{i=1}^{c}\sum _{x_{k}\in {\mbox{X}}}N_{i}(x_{k}-u_{i})(x_{k}-u)^{T}}
{\displaystyle W_{opt}} és una matriu ortonormal que maximitza la relació de la matriu de distribució entre classes d'imatges projectades i les futures projeccions que hi haurà dins d'aquest mateix determinant.
{\displaystyle W_{opt}=\arg \max _{w}{|W^{T}S_{B}W| \over |W^{T}S_{W}W|}}
{\displaystyle =[W_{1}W_{2}\ddots W_{m}]}
La matriu següent, té c-1 valors propis diferents de zero. Per tant, el límit superior de m és c-1 (c és el nombre de classes).
{\displaystyle S_{B}w_{i}=S_{W}w_{i}Y_{i}}
En quant el reconeixement de cares la matriu {\displaystyle S_{W}} és N-c (on N es el nombre d'imatges d'entrenament). Per tant, es pot escollir una matriu W en la que la distribució intra-classes de les imatges projectades pugui ser zero. Utilitzant el mètode PCA es redueix la dimensió de l'espai de característiques a N-c. Seguit, aplicant la tècnica FLD, es redueix la dimensió a c-1.
{\displaystyle W_{pca}^{T}=W_{fld}^{T}W_{pca}^{T}}
{\displaystyle W_{pca}^{T}=\arg \max _{w}|W^{T}S_{T}W|}
{\displaystyle W_{fld}=\arg \max _{w}{|W^{T}W_{pca}^{T}S_{B}W_{pca}W| \over |W^{T}W_{pca}^{T}S_{W}W_{pca}W|}}

## Avantatges del FLD sobre el PCA
Davant d'un problema de classificació, el mètode FLD és millor. Ambdós mètodes han estat utilitzats per projectar les mostres en un espai d'una dimensió. El mètode PCA projecta les mostres de tal manera que les classes no puguin ser separables linealment. Per tant, el mètode FLD aconsegueix més dispersió entre classes.

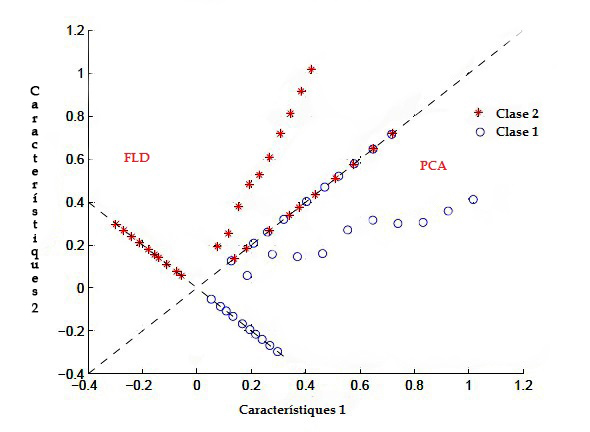
Comparació mètode PCA i FDL

## Experiments
En aquest apartat, es descriuen i es comparen els experiments realitzats amb els principals mètodes del reconeixement de cares: el Eigenfaces i Fisherfaces. La classificació de les imatges s'ha realitzat utilitzant la tècnica del veí més proper (KNN) i la distància euclídia.

### Il·luminació
Es capturen diverses imatges d'una mateixa cara variant la il·luminació en aquesta.
En l'experiment de comparar els algoritmes en funció del nombre de característiques s'avalua la taxa de reconeixement obtinguda de les diferents característiques. Aquest procediment s'ha de realitzar n vegades per assegurar-ne el resultat.
El resultat mostra que Fisherfaces és molt millor que Eigenfaces perquè agafant poques característiques de la imatge s'obtenen resultats de més del 90%. Un resultat molt superior al màxim reconeixement que arriba a fer Eigenfaces.
En l'experiment de variar el paràmetre k del KNN s'avalua la taxa de reconeixement obtinguda de les diverses característiques agafant diferents valors de k.

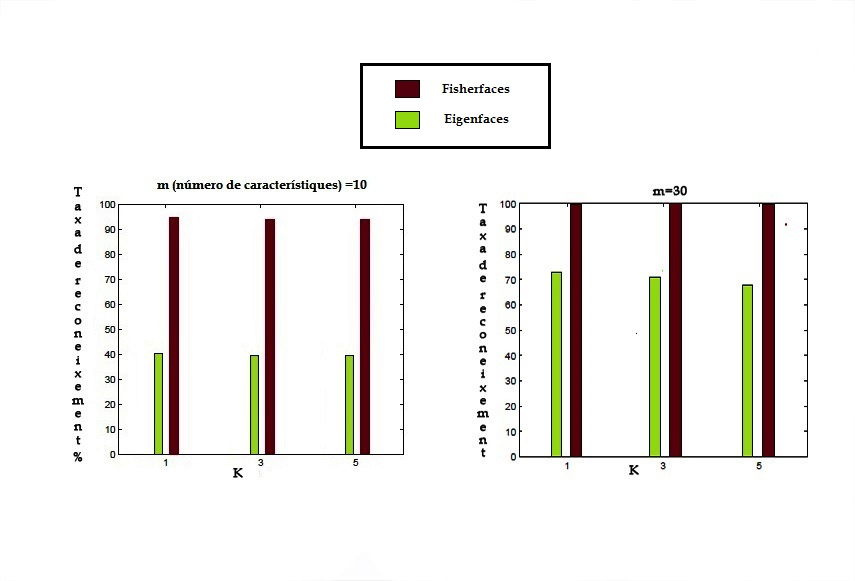
Comparació per diferents valor de Ken Il·luminació

El resultat mostra que seleccionant poques característiques els algoritmes no varien gaire. En canvi, el mètode Eigenfaces presenta una projecció inferior amb valors més elevats de k al seleccionar més característiques.

### Posició de la cara
Es captures diverses imatges d'una mateixa cara variant-ne la posició d'aquesta. La il·luminació de la cara és la mateixa.
En l'experiment s'avalua la taxa de reconeixement de diferents característiques utilitzant una validació creuada de deu particions.
El resultat mostra que el mètode de Fisherfaces és millor. El resultat del Eigenface, en canvi, és una taxa de reconeixement per sobre del 90%. Per tant, com més elevat és el nombre de característiques seleccionat, Ambdós algoritmes obtenen resultats similars.
En l'experiment de variar el paràmetre k de la tècnica de classificació KNN s'avalua la taxa de reconeixement obtinguda de les diferents característiques seleccionades agafant diferents valors de k i utilitzant una validació creuada de deu particions.

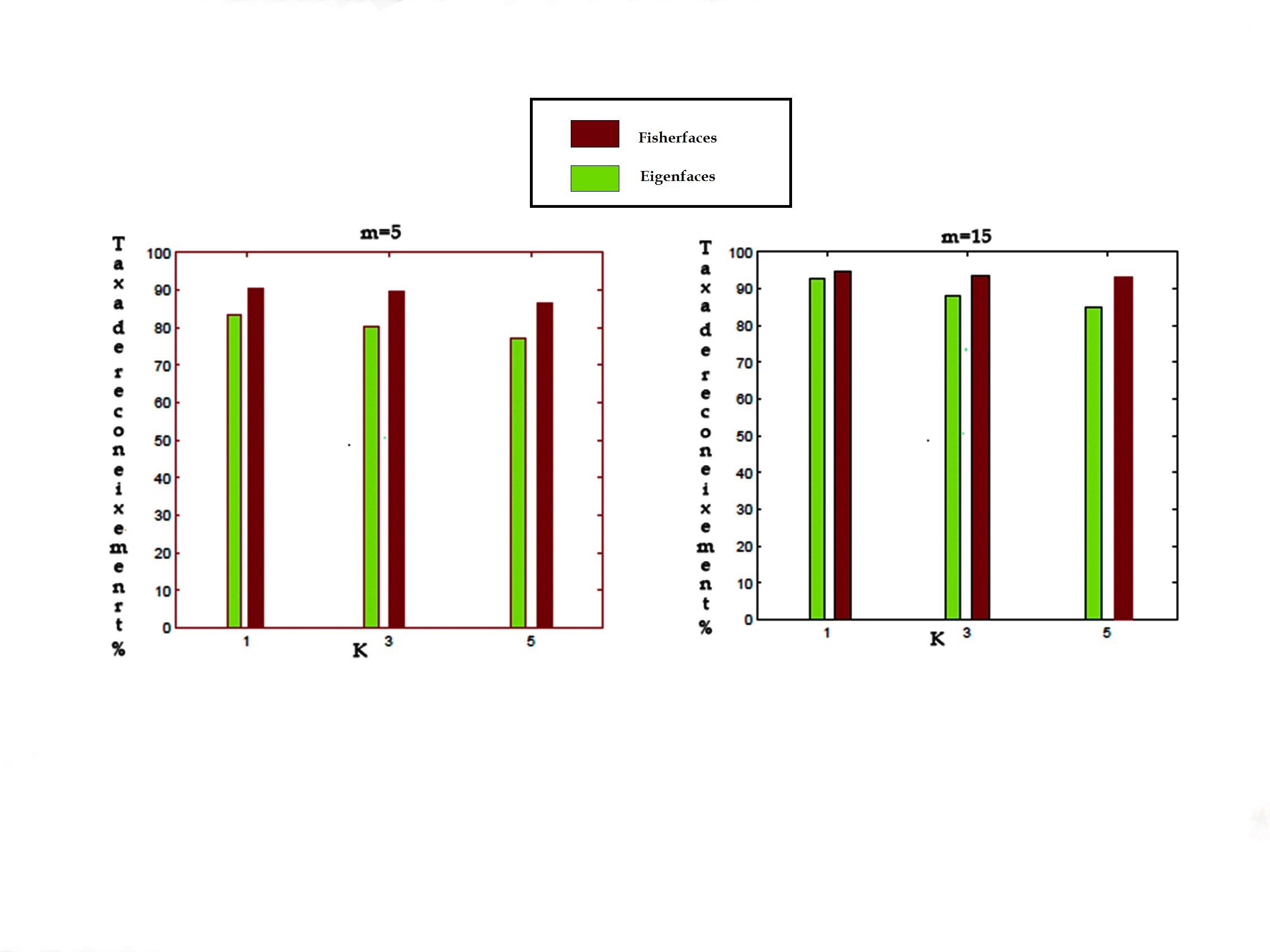
Comparació per diferents valor de K-posició

El resultat d'anar variant el valor de k mostra que com més elevat es aquest pitjor seran els resultats finals dels mètodes Fisherfaces i Eigenfaces.